# Kırklareli
Kırklareli est une ville de Turquie, préfecture de la province éponyme, située en Thrace et frontalière avec la Bulgarie. En 2000, sa population est estimée à 60 000 habitants.
La ville s'appelait sous l'empire byzantin Saránda Eklisiés (Σαράντα Εκκλησιές) signifiant « quarante églises », nom dont on ignore l'origine. Les Ottomans traduisirent ce nom au XIVe siècle en Kırkkilise ou Kirk-Kilisse. La ville fut renommée en Kırklareli « ville des Quarante » en 1924, peut-être en référence aux quarante guerriers envoyés par Mourad Ier pour conquérir la ville (un mémorial construit sur une colline de la ville s'appelle le Kırklar Anıtı « Mémorial des Quarante » en l'honneur des conquérants ottomans) ou bien, tout simplement, en référence au nom grec des Quarante-Églises. Son nom bulgare est Лозенград (Lozengrad).
La bataille de Kirk Kilissé opposa, pendant la Première Guerre balkanique, les forces bulgares et ottomanes le 24 octobre 1912, et se solda par une victoire bulgare.